# Philipp Rumsch
Philipp Rumsch (* 1994 in Glauchau) ist ein deutscher Jazz- und Improvisationsmusiker (Piano, Komposition, Arrangement).

## Wirken
Philipp Rumsch besuchte seit 2013 die Jazzklavierklasse an der Hochschule für Musik und Theater „Felix Mendelssohn Bartholdy“ Leipzig bei Richie Beirach, Michael Wollny und Ralf Schrabbe. Er erhielt dort auch weitere Ausbildungen in den Fächern Musiktheorie, Tonsatz, Kontrapunkt, Komposition, Instrumentation und Dirigieren. 2016 und 2017 besuchte er das Rytmisk Musikkonservatorium in Kopenhagen; der Schwerpunkt lag auf Studien im Bereich Sound Design und Elektroakustische Musik. Unterricht hatte er u. a. bei Valgeir Sigurðsson, Niels-Lyhne Løkkegard, August Rosenbaum und Simon Toldam. 2013 bis 2015 gehörte er dem Jugend-Jazzorchester Sachsen an.
Rumsch arbeitet als Pianist und Komponist/Arrangeur in verschiedenen musikalischen Projekten wie Moment's Concept; außerdem schrieb er Musik für Theater. 2017 legte er sein Debütalbum A Forward-Facing Review (Denovali) vor. Seine Musik ist sowohl von Popmusik als auch von elektroakustischer, zeitgenössischer und improvisierter Musik inspiriert.

## Preise und Auszeichnungen
Rumsch wurde mit mehreren Nachwuchspreisen ausgezeichnet. 2018 erhielt er den Leipziger Jazznachwuchspreis der Marion-Ermer-Stiftung.

## Diskographische Hinweise
- Moment's Concept: Moment's Concept (Unit Records, 2016), mit Carl Wittig, Tom Friedrich
- Philipp Rumsch: A Forward-Facing Review (Denovali Records, 2017), solo
- Philipp Rumsch Ensemble: Reflections (Denovali Records, 2018), mit Erik Leuthäuser, Vincent Hahn, Antonia Hausmann, Matti Oehl, Johannes Moritz, Franziska Ludwig, The Road Up North, Markus Rom, Paul Brauner, Christian Dähne, Maximilian Stadtfeld
- Philipp Rumsch Ensemble: µ: of anxiety x discernment (Denovali Records, 2020)